# Bijni
Bijni es una localidad de la India en el distrito de Bongaigaon, estado de Assam.

## Geografía
Se encuentra a una altitud de 54 m s. n. m. a 177 km de la capital estatal, Dispur, en la zona horaria UTC +5:30.

## Demografía
Según estimación 2010 contaba con una población de 13 337 habitantes.